# Skeeter Swift
Harley E. Swift, detto Skeeter (Alexandria, 19 giugno 1946 – 20 aprile 2017), è stato un cestista e allenatore di pallacanestro statunitense, professionista nella ABA.

## Carriera
Venne selezionato dai Milwaukee Bucks al terzo giro del Draft NBA 1969 (31ª scelta assoluta).